# Masako Katsura
Masako Katsura (桂 マサ子 Katsura Masako, 1913–1995), apodada «Katsy», y algunas veces llamada «Primera Dama de Billar», fue una jugadora japonesa de billar francés o de carambola que era el más activo en la década de 1950. Abrió un camino para las mujeres en el deporte al competir y ubicarse entre las mejores en el mundo del billar profesional. Primero aprendió el juego de su cuñado y luego bajo la tutela del campeón japonés Kinrey Matsuyama, se convirtió en la única jugadora profesional de Japón. En competición en su país, obtuvo el segundo lugar en el campeonato nacional de billar a tres bandas en tres ocasiones. En la exhibición se destacó por acumular 10 000 puntos en el juego del riel recto.
Después de casarse con un oficial del Ejército de los Estados Unidos. En 1950, Katsura emigró con él a su país, en 1951. Allí fue invitada a jugar en el Campeonato Mundial de Tres Bandas patrocinado por los Estados Unidos. En 1952, finalmente obtuvo el séptimo lugar en esta competencia. Katsura fue la primera mujer en ser incluida en un torneo mundial de billar. Cimentada su fama, realizó una gira de exhibición por los Estados Unidos con el ocho veces campeón mundial Welker Cochran, y más tarde con el 51 veces campeón del mundo Willie Hoppe. En 1953 y 1954, nuevamente compitió por la corona mundial de tres bandas, ocupando el quinto y cuarto lugar respectivamente.
Poco se supo de Katsura en los años siguientes. Hizo 30 apariciones en exhibiciones en 1958, y participó en una exhibición de una semana al año siguiente con Harold Worst, pero no compitió en ningún torneo profesional. En 1959, hizo dos apariciones en televisión de la compañía American Broadcasting Company en You Asked for It , y una en la cadena CBS en el éxito de televisión What's My Line?. Katsura regresó a la competencia en 1961, jugando un partido de desafío por el título mundial de Three-Cushion contra Worst, luego reinó como campeona del mundo, y fue derrotada por él. Katsura desapareció del deporte a partir de entonces, únicamente hizo una breve aparición improvisada en 1976. Regresó a Japón en 1990 y murió en 1995.

## Vida y carrera

### Primeros años
Poco se sabe sobre la infancia de Katsura en Japón. Katsura tenía tres hermanas y un hermano. Su padre murió cuando Katsura tenía 12 años y se fue a vivir con su hermana mayor y el esposo de su hermana, Tomio Kobashi, que era dueño de una sala de billar. A los 13 ella pasaba el tiempo en la sala de billar de su cuñado, y a los 14 estaba trabajando como asistente de billar allí mismo. Kobashi era un buen jugador y le enseñó a Katsura los fundamentos de varios juegos de billar de carambola. Katsura también tenía una mesa de billar en casa, comprada por su familia después de que ella demostró un gran interés en ese deporte. Katsura practicó diligentemente, y comenzó a competir contra hombres japoneses y les ganó. Con 15 años, Katsura ganó el campeonato de mujeres del torneo de riel recto de Japón. «Luego me hice profesional y comencé a viajar con una hermana por todo Japón, China y Formosa», dijo Katsura en una entrevista de 1959. Las dos hermanas menores de Katsura, Noriko y Tadako, también ganaron el campeonato de juego del riel recto femenino en otros años.
En 1937, Katsura conoció a Kinrey Matsuyama, quien había ganado el campeonato nacional de tres bandas de Japón varias veces.  Matsuyama también fue campeón nacional de Estados Unidos en 1934, subcampeón otras tres veces, y tuvo cuatro segundos puestos en la competencia mundial en 18.2 balkline antes de la Segunda Guerra Mundial. Matsuyama quedó impresionado con Katsura y le comenzó a enseñar su juego de alto nivel. En 1947, Katsura era una estrella del billar en Japón, la única jugadora profesional del país.

### Matrimonio y títulos en Japón
Durante 1947, a Katsura llamó la atención del soldado estadounidense Vernon Greenleaf, un sargento mayor en el Cuerpo de Intendentes del Ejército de los Estados Unidos. Que había estado en los servicios armados durante 22 años.  Katsura y Greenleaf se conocieron por primera vez en un club de servicio de Tokio, donde ella daba exhibiciones de billar. Greenleaf comenzó a tomar lecciones de Katsura y rápidamente se enamoró de ella. Se casaron el 30 de noviembre de 1950, pero nunca tuvieron hijos.
En el momento de su matrimonio, Katsura ya tenía dos segundos puestos en el campeonato nacional de tres bandas de Japón; uno del año anterior a su boda. Ella reclamó el segundo lugar por tercera vez en el año de su matrimonio. En ese momento logró la hazaña de anotar 10.000 puntos contiguos en la guía rectilínea en una exhibición de «nurse» de bolas alrededor de la mesa 27 veces durante 4 horas y media. Se detuvo en 10,000 puntos únicamente porque era un número redondo de referencia. En los últimos años, dijo que su punto más alto en el billar de tres bandas —número de puntos anotados consecutivamente en una única entrada— fue de 19.

### Emigración a los Estados Unidos
En 1951, Greenleaf fue transferido a un puesto estadounidense desde la Base Aérea Haneda en Tokio. Él y Katsura, hablaban poco inglés, zarparon para los Estados Unidos en el USS Breckinridge, desembarcando en San Francisco a finales de diciembre de 1951, apenas unos meses antes del Mundial de 1952. El torneo de Billar Cushion estaba programado para comenzar en esa ciudad el 6 de marzo. Katsura había sido invitada de forma condicional a jugar en el campeonato mundial después de que Cochran, cuya sala de billar fue sede del torneo, supiera de su brillantez por Matsuyama. Cochran fue un 8 veces campeón del mundo que ganó la corona mundial en un billar de tres bandas en 1933, 1935, 1937, 1938, 1944 y 1945, y en 18,2 balkline, en 1927 y 1934. Cochran envió a su hijo, WR (Dick) Cochran, un oficial naval estacionado en Japón, para investigar y recibió un informe brillante que decía (posiblemente para la molestia de Cochran), «esta chica es mejor que tú!». Aunque la decisión estuvo en última instancia en manos del Billiard Congress of America como patrocinador del torneo, le dieron a Cochran la opción de invitarla.
Después de que Katsura llegó a los Estados Unidos, dio una exhibición privada para Cochran, quien quería asegurarse de que estaba tan bien como se informó antes de finalizar la invitación. En esa reunión, eliminó las carreras de 300 y 400 en el carril recto, según las palabras de Cochran «tiros casi increíbles»,  después de cambiar a balkline, y mostró una gran competencia en tres bandas, anotando constantemente. Cochran hizo la invitación «final», y dijo: «Ella es la cosa más maravillosa que he visto ... Es probable que golpee a cualquiera, incluso a Willie Hoppe ... No pude ver ningún punto débil ... va a dar muchas de esas jugadas a esos jugadores». Como preparación para la competencia, Katsura dio varias exhibiciones de billar durante febrero de 1952.

## 1952 World Three-Cushion Billiards tournament

### Primera mujer en competir por un título mundial
La participación de Katsura en el título de Billar Mundial de Tres Cojines de 1952,  marcó la primera vez que una mujer competía por un título mundial de billar. Esto fue solo diez años después de que Ruth McGinness se convirtiera en la primera mujer invitada a jugar en el campeonato profesional de billar masculino (el Campeonato del Estado de Nueva York de 1942). El campeón defensor era Willie Hoppe, de 64 años de edad y reconocido internacionalmente, quien se retiraría más tarde ese mismo año con 51 títulos mundiales a su nombre entre 1906 y 1952, en tres formas de billar de carambola. Antes del torneo, se tenía la especulación de que cuando Hoppe se encontrara con Katsura en la carrera en formato de 50 puntos, él la derrotaría y Katsura todavía necesitaba al menos 40. Después de ver su juego, Hoppe dijo «ella tiene un golpe fino y puede hacer tiros con cualquiera de sus manos. Espero poder jugar con ella». El público estaba fascinado por la novedad de una jugadora. La revista Life informó que «los san franciscanos que no sabían nada de un pepino apiñado para verla ... Katy [ sic ] ... se perdieron el espectáculo».

### Lista del torneo
Los 10 campeones programados para jugar en el torneo de formato sistema de todos contra todos fueron: Katsura, su mentor, Matsuyama, el campeón defensor y favorito Willie Hoppe, el campeón mexicano Joe Chamaco, Herb Hardt de Chicago, Art Rubin de Nueva York, Joe Procita de Los Ángeles, Ray Kilgore de San Francisco, Jay Bozeman de Vallejo (California) y de Binghamton Irving Crane.  El campeonato entre los invitados se llevaría a cabo en el Club 924 de Cochran, con un total de 45 juegos, (cada jugador debía jugar entre sí una vez) durante los 17 días del torneo, que termina el 22 de marzo de 1952. Se informó que el torneo tenía «El mejor campo de billar desde antes de la Segunda Guerra Mundial». El primer lugar ganó un premio de $ 2,000 (hoy $ 18,400), más miles en honorarios de exhibición. Siguiendo con los otros ocho lugares, hubo premios de $ 1,000, $ 700, $ 500, $ 350, $ 300, $ 250 y $ 250 respectivamente.

#### Detalles del juego
En el segundo día del torneo, el 7 de marzo de 1952, Katsura atrajo a Irving Crane para su primer partido. Hicieron un gran contraste ya que Crane era el jugador más alto en el torneo, mientras que el reportero Curley Grieve, de San Francisco Examiner, describió a Katsura como «tan pequeña y como una muñeca que parece una figurilla en su fluir, dorado con vestido de satén». La disciplina principal de Crane era la reserva directa, en la que ganó numerosos campeonatos, incluidos seis títulos mundiales. El partido estuvo cerca, pero Crane se impuso de 50 a 42, en 57 entradas. El 10 de marzo, Katsura derrotó a Herb Hardt 50 a 42 en 58 entradas. Katsura estuvo significativamente rezagada en un momento dado, pero contó 15 puntos en cinco entradas para tomar la delantera. El 11 de marzo, ella perdió ante Chamaco, 50 a 35, pero al día siguiente Katsura derrotó a Procita 50–43 en 63 entradas, con carreras de seis, cinco y cuatro. «Los espectadores exclamaron 'brillante' y 'sensacional' en algunos de sus disparos».
El 14 de marzo, Katsura se enfrentó al invicto Hoppe, perdiendo 50 a 31 en 36 entradas. Aunque Hoppe era un gran favorito del público, la multitud de más de 500 espectadores estaba claramente apoyando a Katsura en todo momento. Al día siguiente, se enfrentó a su mentor, Matsuyama, que se consideraba al candidato con la mejor oportunidad de vencer a Hoppe. Matsuyama superó a su protegida con un cierre cercano de 50 a 48 en 52 entradas. En la entrada 21, Matsuyama tenía una ventaja de 29-21. Katsura contraatacó, el marcador estaba a 43-42 a su favor en la entrada 33, pero Matsuyama corrió tres en la entrada 46, y Katsura no pudo cerrar la brecha. Mentores y protegida realizaron altas carreras de seis en el partido.

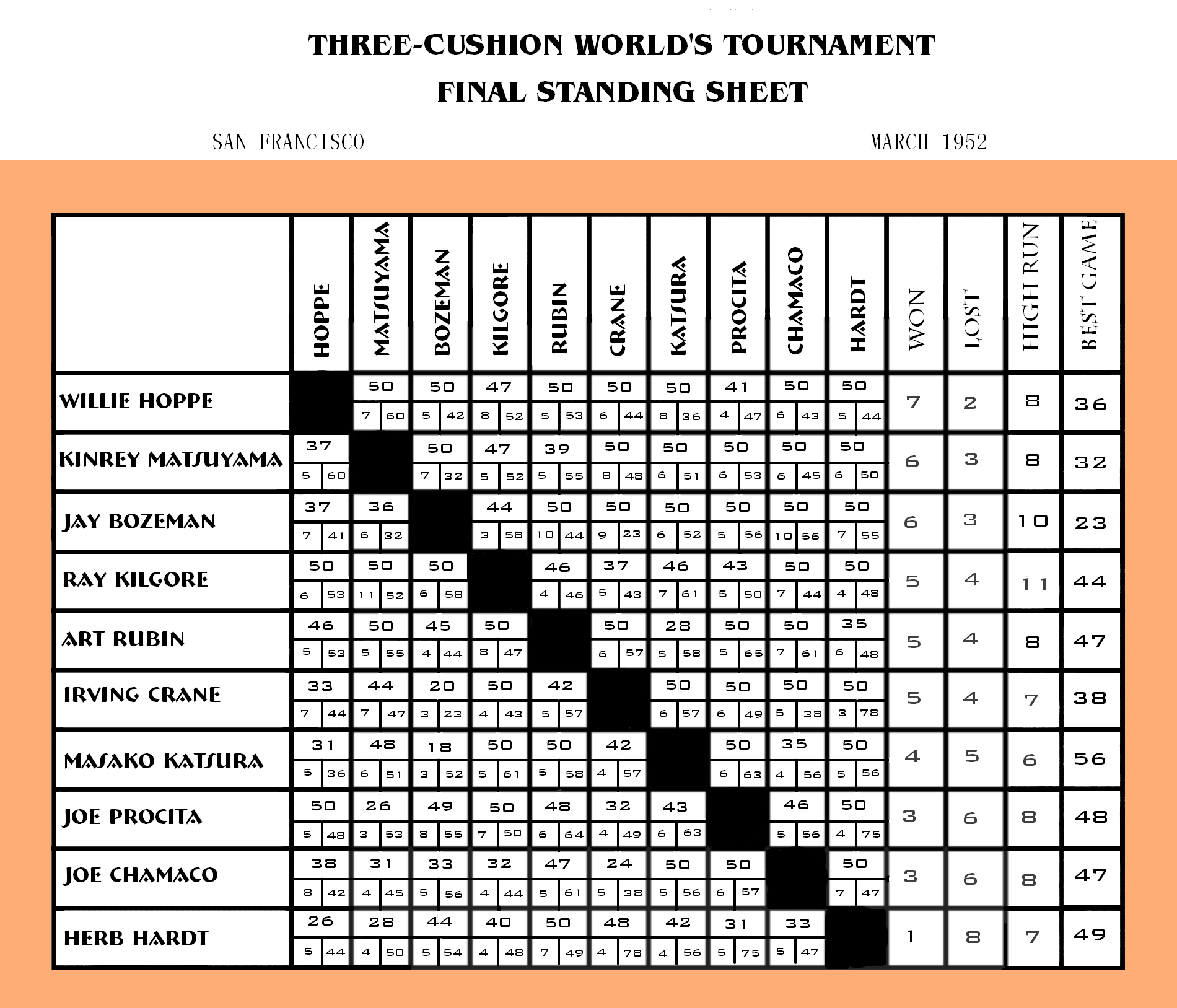
Tabla que registra la clasificación final para el torneo World Three-Cushion de 1952. La forma emula la de la tabla manuscrita original utilizada en el torneo. Los tres números en cada casilla se leen de la siguiente manera: el número superior son los puntos anotados por el jugador; abajo a la derecha está el número de entradas; en la parte inferior izquierda está la carrera alta del jugador.

El 18 de marzo, Katsura venció a Art Rubin 50–28 en 58 entradas. Pero recibió una peor derrota en su próximo partido el 20 de marzo, perdiendo contra Bozeman 50 a 18 en 52 entradas. En su último partido el 21 de marzo, Katsura logró una victoria 50-46 contra Kilgore en 61 entradas. Este fue el mayor malestar del torneo. Kilgore, el «Asesino Gigante», fue el único jugador que no era Matsuyama que se consideraba que tenía la posibilidad de luchar para destronar a Hoppe. Entre esta victoria y su victoria anterior sobre Procita, Katsura había derrotado a los únicos dos jugadores en el torneo que habían ganado sus partidos contra Hoppe. Esa noche se presentó en KRON-TV un partido de exhibición por separado entre Katsura y Kilgore, con comentarios realizados por Cochran. Al día siguiente, el torneo concluyó con Hoppe repitiendo como campeón como lo había hecho tantas veces antes. Katsura ocupó el séptimo lugar, por delante de Procita en el octavo lugar, Chamaco en el noveno y Hardt en el décimo. Por encima de ella estaban Crane en sexto, Rubin en quinto, Kilgore en cuarto, Bozeman en tercero y Matsuyamato, como subcampeón.
Después de la competición, Bozeman dijo: «Nos ha costado creer que una mujer pueda ingresar al mejor campeonato de billar del mundo y defenderse. La señorita Katsura es una de las mejores jugadoras que he enfrentado en una carrera. torneo mundial».  Mientras que Welker Cochran, cinco veces titular de la corona mundial de billar, predijo: «Daos otros dos o tres años de competencia estadounidense y será la campeona del mundo ... Masako ha abierto un nuevo campo para la mujer. Su presencia ha hecho el juego atractivo para las mujeres por primera vez. Sus maniobras con el taco son fantásticas. Todo lo que necesita es un poco más de experiencia y será imbatible».

## Gira de exhibiciones
Poco después del campeonato de 1952, Cochran anunció que estaba saliendo de un retiro de siete años para jugar una gira de exhibición con Katsura. «Millones de fanáticos quieren ver a esta encantadora primera dama de billar», dijo, «ahora algunos de ellos pueden». El dúo anticipó su gira con un compromiso de tres días en el Garden City Parlor en San José a partir del 18 de abril de 1952. A partir de entonces, planificaron paradas en Kansas City (2 a 3 de mayo); Chicago (5 al 11 de mayo); Detroit a mediados de mayo; y en paradas tentativas en Cleveland, Buffalo, Boston, Filadelfia, Dallas, San Diego, Los Ángeles y Long Beach. El formato debía ser un partido de 100 puntos en línea recta, seguido de un juego de 50 puntos con tres bandas en las condiciones del torneo, con trucos o tomas «de lujo»" a seguir. Katsura declaró antes de partir: «Espero que mi gira convenza a las mujeres de que el billar no es únicamente un juego de hombres. Las mujeres pueden jugar tan bien como los hombres».
El campeón de billar Tex Zimmerman —socio de Cochran en el Club 924— y el conocido «estafador» Danny McGoorty participaron en la organización de la gira. En preparación, jugaron con la exotismo de Katsura y su atractivo físico. La esposa de Tex Zimmerman cosió kimonos ajustados para Katsura, cortados por el costado, que usaba durante sus exhibiciones con tacones altos.  Katsura era una mujer pequeña, que pesaba entre 88 y 96 libras. y medía 5 pies de altura: casi la altura de un taco de billar estándar. Más tarde, McGoorty reflexionó: «¡Masako era linda! tenía treinta y nueve años, pero aparentaba veintinueve años. Saltaba sobre la mesa con sus tacones altos, sonriendo a los fanáticos y todos la querían».
Sin embargo, fue la capacidad de juego de Katsura, en lugar de sus otros encantos, lo que la convirtió en un fenómeno. Cuando Cochran regresó de su gira con Katsura, le dijo a McGoorty, quien era un jugador de clase mundial por derecho propio, «tendrás problemas con ella».  Cuando finalmente tuvieron la oportunidad de jugar juntos, el partido atrajo multitudes. «¡Podrían haber vendido asientos en el baño!» Exclamó McGoorty.  Después del partido, McGoorty confirmó la predicción de Cochran:

Tuve problemas con ella. Jugué duro y le lancé todas las cosas más sucias que sabía, y tuve la suerte de ganar cinco de los diez juegos. Si tenías la menor idea de tranquilizarte porque ella era únicamente una niña linda, estabas muerto. Ella te mataría. Descubrí muy rápido que no podías dejarla libre. Si lo hicieras, ella te quitaría esas bolas y las pegaría en tu «trasero». El instinto asesino: eso lo tenía todo, y no importa la pequeña sonrisa.

Un número de paradas pre-reservadas en el tour sufrieron por falta de asistencia. Cochran estaba muy amargado por eso. El editor de deportes de NEA, Harry Grayson, indicó que el juego estaba en general en declive, y dijo que Cochran «rastrea el declive del campeonato y los billares de exhibición a los fabricantes que quitan las estrellas de la nómina durante la depresión». En una gira de exhibición anterior por Cochran y Hoppe en 1945, se habían vendido en 13 ciudades. A pesar de algunas paradas sin brillo, a su regreso a California, Katsura continuó jugando partidos de exhibición con los grandes del juego. Katsura y Kilgore organizaron una exposición de una semana en San Francisco en enero de 1953, donde vacilaron atrás y adelante una y otra vez. El 12 de enero, Katsura venció a Kilgore en su primer partido con carreras de siete y diez, pero perdió ante él en su segundo. El total de puntos anotados por los dos en ese momento fue de 349 para Katsura a los 379 de Kilgore.
Katsura comenzó otra serie de exhibición con Cochran en su club en febrero de 1953, en sintonía con el torneo mundial de 1953, para comenzar el 26 de marzo, realizó una gira nacional con Willie Hoppe en la última parte de febrero de 1953. La gira de 30 días por el noreste de Estados Unidos Incluyó Chicago, Boston y otros lugares. Su esposo la acompañó para proporcionarle la traducción. En su partido de exhibición de varios días en Chicago, se informó que Katsura había ganado, como era de esperar, únicamente uno de cada cuatro partidos contra Hoppe, a menudo considerado como el mejor jugador de todos los tiempos.

## Después de 1961
Poco se supo de Katsura durante muchos años después del campeonato mundial de 1961. McGoorty lamentó su retiro, afirmando varias teorías que había escuchado en círculos de billar, como que su marido,  —quien murió en junio de 1967—  evitó que jugara por varias razones. En 1976, Katsura hizo una aparición improvisada en el Palace Billiards en San Francisco. Tomó prestada una señal de alguien presente y procedió a correr 100 puntos en una línea recta sin ningún problema. «sin fallar, sonrió y se inclinó ante la multitud aplaudiendo, alejándose del foco de atención, y desapareció para siempre del escenario del billar estadounidense». Katsura regresó a Japón en o alrededor de 1990 para vivir con su hermana, Noriko, donde dijo que planeaba vivir sus días. Katsura murió en 1995.
En septiembre de 2002, se celebró en Japón un torneo conmemorativo para Katsura, anunciado como Katsura Memorial: The First Ladies Three Cushion Grandprix' , y se emitió en SKY PerfecTV!.